# Université nationale de Chungbuk
L'Université nationale de Chungbuk (en hangul : 충북대학교) est une université nationale de Corée du Sud située à Cheongju dans le Chungcheong du Nord. Elle est l'une des 10 universités nationales de premier rang du pays. 

## Composantes

### Faculté de premier cycle
- Faculté de sciences humaines
- Faculté de sciences sociales
- Faculté de sciences de la nature
- Faculté de commerce et d'administration des entreprises
- Faculté de ingénierie
- Faculté de ingénierie des systèmes électroniques et informatiques
- Faculté de agriculture et vie, environnement
- Faculté de droit
- Faculté de pédagogie
- Faculté de écologie humaine
- Faculté de sciences vétérinaires
- Faculté de pharmacologie
- Faculté de médecine
- Division des Majors autonomes
- Division de science interdisciplinaire

### Faculté de Ecole doctorale
- général Graduate
- Ecole doctorale de l'éducation
- Ecole doctorale de administration publique
- Ecole doctorale de industrie
- Ecole doctorale de Administration des affaires (école de entreprise)
- Ecole doctorale de affaires juridiques
- Ecole doctorale de droit (école de droit)
- Ecole doctorale de médecine (école de médecine)
- Ecole doctorale de Convergence Health Science affaires